# August Heinrich Plinke
August Heinrich Plinke (* 14. April 1855 in Fallersleben; † 27. Oktober 1915 in Hameln) war ein deutscher Journalist, Maler und Illustrator.

## Leben
Plinke studierte von 1875 bis 1878 an der Kunstakademie in Weimar bei Ferdinand Schauss und Alexander Struys und in den Jahren 1898 bis 1899 an der Kunstakademie in Berlin. Er war später insbesondere im Bereich der Kinderliteratur als Illustrator tätig. Er lebte in Berlin und einige Zeit in Hannover in der Brüderstraße Nr. 2. In den 1890er Jahren schrieb er insbesondere als Architekturkritiker in verschiedenen hannoverschen Tageszeitungen und formulierte darin mehrfach scharfe Angriffe gegen den spekulative Wohnungsbauten:

„Innerlich unsolide, im Äußeren gemein, aber mit billigen Surrogaten beklitscht und aufgeschmückt waren diese Bauten lediglich darauf berechnet, dem unglücklichen Käufer die minderwertige Ware in einer für das ungeübte Auge blendenden Envelope annehmbar erscheinen zu lassen.“

Plinke war Mitbegründer des Heimatbundes Niedersachsen.

## Bekannte Werke
Gemälde:

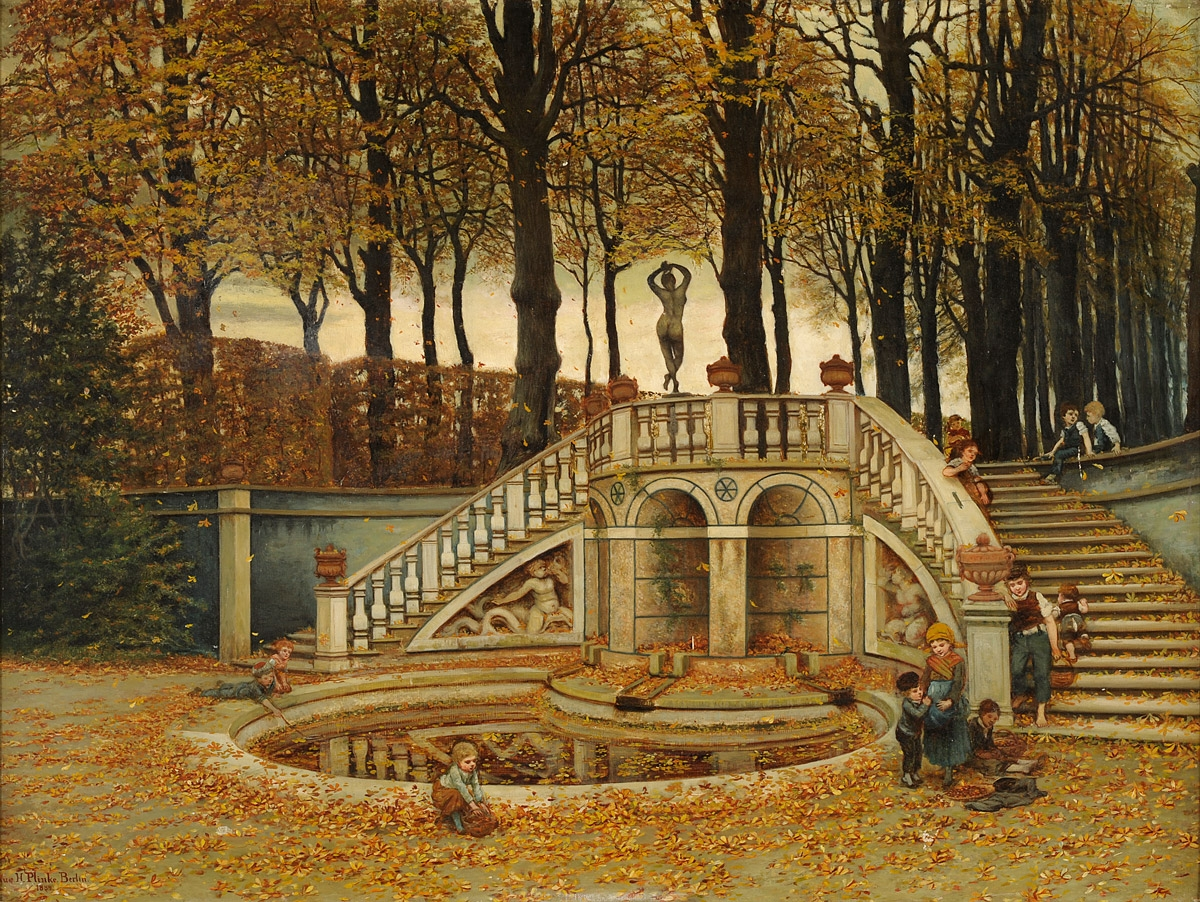
Spielende Kinder im Herbst; vor dem Gartentheater, Großer Garten Hannover-Herrenhausen

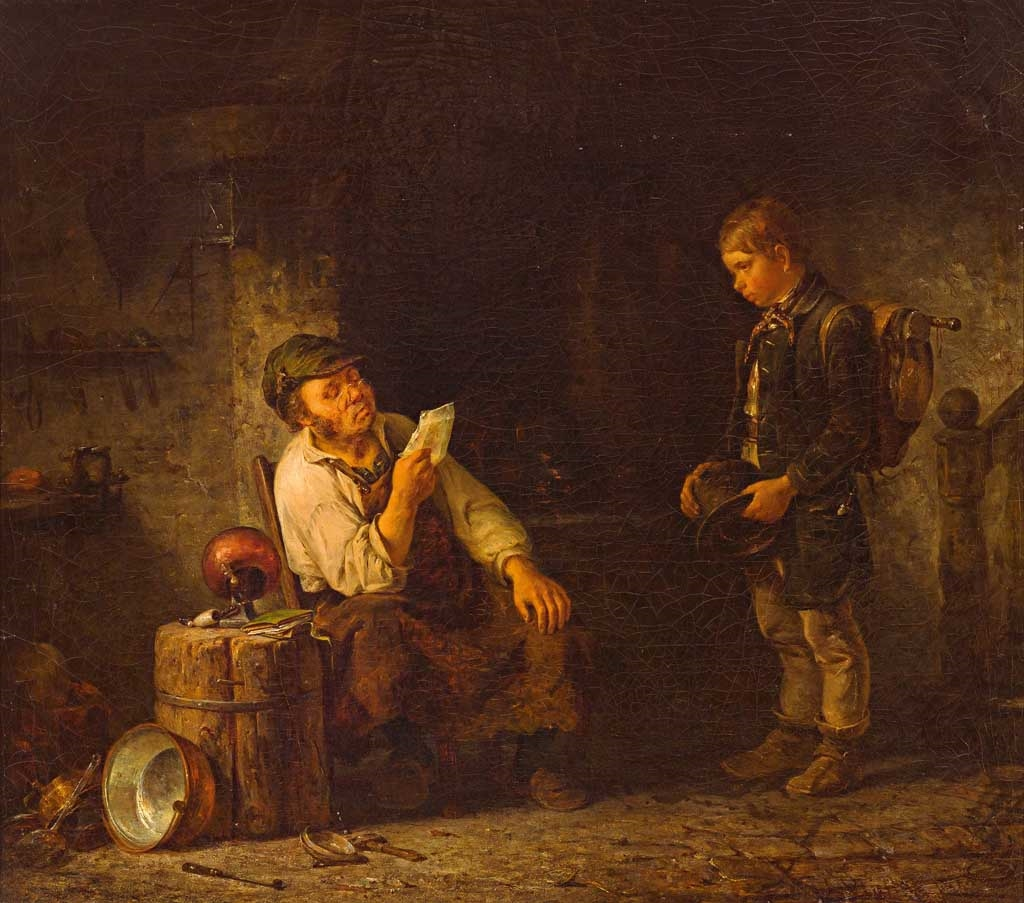
„Gehilfe mit Empfehlungsschreiben stellt sich beim Kupferschmied vor“;
Ölmalerei von Plinke, circa 19. Jahrhundert

- um 1900: Abendlicher Tanz auf dem Schützenfest, Ölbild im Besitz des Landesmuseums Hannover, mit einer großen Anzahl Personen verschiedener Schichten rund um das Rundteil auf dem Schützenplatz und dem ehemaligen Schützenhaus von Georg Ludwig Friedrich Laves im Hintergrund[1]

Bücher:
- Frida Schanz: Die Reise mit dem Weihnachtsmanne. Eine Christgeschichte. Mit 40 Original-Zeichnungen von Aug. H. Plinke, Schwager, Dresden [1889].
- Adolf Bartels, August H. Plinke: Gedenkbuch für Kinder. Schauenburg, Lahr 1892.
- Neuer Führer durch Hannover. Mit dem Plan von Hannover und Linden und 2 Theaterplänen. Klindworth, Hannover 1892.
- Harry Wünscher: Die Gänsehirtin. Ein Märchen. Dichtung. Mit Bildern von Aug. H. Plinke, Beyer, Langensalza [1899].
- Die Entwicklung der neueren Architektur in Hannover. In: Festbuch zur Hannoverschen Provinziallehrerversammlung. Hrsg.: Hannoversche Provinziallehrerversammlung,  Band 25, Hannover: 199, S. 21–41.
- Kindertage in Lust und Plage. Bilder, von August H. Plinke. Mit Text von Helene Binder, 2. Auflage, Beyer, Langensalza [1931].
- Kunterbunt im Jahresrund. Bilder von August H. Plinke, mit Text von Helen Binder, 2. Auflage, Beyer, Langensalza [1931].
- Schwänzelpeter und Schlumpelliese. Ein Bilderbuch für gute Kinder und solche, die es werden wollen. Bilder von August H. Plinke. Text von Otto Weddigen, 3. Auflage, Langensalza: Beyer, [1931].